# Taubatherium paulacoutoi
Taubatherium paulacoutoi è un mammifero erbivoro estinto, appartenente ai notoungulati. Visse nell'Oligocene superiore (circa 24 milioni di anni fa) e i suoi resti fossili sono stati ritrovati in Sudamerica (Brasile).

## Descrizione
I fossili di questo animale indicano che possedeva una corporatura abbastanza robusta ma non così pesante come alcuni suoi simili (ad esempio Scarrittia e Leontinia). Il corpo robusto era sorretto da quattro arti relativamente slanciati ma forti; le dimensioni di Taubatherium erano tipiche dei rappresentanti della sua famiglia (era lungo circa un metro e ottanta e l'altezza al garrese doveva oltrepassare gli ottanta centimetri). Il peso doveva essere compreso tra 280 e 350 chilogrammi e la massa corporea poteva equivalere a quella di un odierno cavallo.

## Classificazione
Questo animale venne descritto per la prima volta nel 1983 da Paula Couto, sulla base di resti cranici e frammenti postcranici ritrovati nella formazione Tremembé nella zona di Taubaté, in Brasile. Lo studioso ritenne che i fossili appartenessero al genere già descritto Leontinia (Leontinia cf. gaudryi). Successivamente, nel 1989, questi fossili vennero attribuiti a un nuovo genere di notoungulati, Taubatherium. Oltre alla specie tipo (Taubatherium paulacoutoi), venne descritta anche un'altra specie proveniente dalla medesima formazione e basata su un singolo molare superiore (T. major); quest'ultima specie viene attualmente considerata un sinonimo della specie tipo. 
Taubatherium è un rappresentante della famiglia dei leontiniidi, un gruppo di notoungulati di forme pesanti che si svilupparono soprattutto nell'Oligocene; in particolare, Taubatherium sembrerebbe essere parte di un clade tropicale comprendente anche Huilatherium e Colpodon.

## Paleoecologia e paleobiologia
Taubatherium doveva essere un animale erbivoro, di abitudini gregarie, che viveva in branchi attorno a un antico lago; i fossili mostrano esemplari dalle notevoli differenze morfologiche ed è probabile che fossero dovute a ontogenesi o a dimorfismo sessuale (do Couto Ribeiro, 2016).